# ねらわれた学園 (1987年のテレビドラマ)
『ねらわれた学園』（ねらわれたがくえん）は、フジテレビ系列で1987年1月26日に月曜ドラマランドの枠で放送された新田恵利主演のテレビドラマ。眉村卓の同名小説（1973年刊）を原作とする。

## 概要
「月曜ドラマランド」枠ではおニャン子クラブのメンバー主演作が多数作られるも新田にとって唯一の主演作。その「月曜ドラマランド」にもそれまでは本人役で「夕やけニャンニャン」を放送しているスタジオでの歌唱シーンしか出演歴はなく、同時期におニャン子クラブのメンバー総出でゲスト出演した「スケバン刑事」でもその他大勢の端役程度であったが、1986年10月のおニャン子クラブを卒業した後の1987年1月には、この「ねらわれた学園」をはじめ、NHKの正月ドラマ「旅はおしゃれに」、NHKドラマ人間模様「婚約」に出演し始めた。

## キャスト
（参考：）
- 楠本和美：新田恵利
- 京極：京本政樹
- 高見沢みちる：藤代美奈子
- 関耕児：津川俊之
- 楠本秀美：結城美栄子
- 楠本知美：今野りえ
- 良一：榊原旭
- 学：伊藤康臣
- 実：樋口悟郎
- 菊地陽子
- 比嘉ひとみ
- 早坂未貴
- パトロール委員：しのざき美知
- 丸岡奨詞
- 高瀬笑美子
- 山形：小宮孝泰
- 美術教師：石井光三
- 中村俊生
- 皆川拓也
- 笹川勉
- 田尻博幸
- 三上知久
- 増尾玉三郎

## スタッフ
- 演出：萩原鐵太郎
- 原作：眉村卓
- 脚本：奥村俊雄
- 企画：亀山千広、石原隆
- プロデューサー：上木則安、森田要
- 音楽：高橋洋一
- 主題歌：おニャン子クラブ「NO MORE 恋愛ごっこ」
- 制作著作：フジテレビ、東宝